# Nope
Pour plus de détails, voir Fiche technique et Distribution.
Nope (litt. « Nan ») ou Ben non au Québec est un film de science-fiction horrifique américain écrit, coproduit et réalisé par Jordan Peele et sorti en 2022. Il met en scène Daniel Kaluuya et Keke Palmer dans les rôles d'un frère et d'une sœur. Steven Yeun, Michael Wincott, Brandon Perea et Keith David complètent la distribution.
L'histoire suit Otis « O. J. » Haywood et sa sœur qui travaillent avec leurs chevaux qu'ils dressent pour l'industrie du cinéma. Mais après la mort soudaine et étrange de leur père, tué par un objet tombé du ciel, ils suspectent un mystérieux nuage. Le duo est alors aidé par Angel, employé dans une société d'électronique. Ensemble ils vont découvrir une force mystérieuse et meurtrière présente dans le ciel.
En novembre 2020, Jordan Peele annonce officiellement qu'il va réaliser son troisième long métrage, après Get Out et Us. Il cite King Kong, Jurassic Park (1993), Rencontres du troisième type (1977), Signes (2002) et Le Magicien d'Oz (1939) comme ses principales sources d'inspiration. Palmer et Kaluuya rejoignent l'équipe en février 2021. Yeun est engagé le mois suivant, et Peele dévoile le titre du film en juillet. Le tournage commence en juin 2021 dans le nord du comté de Los Angeles et s'achève en novembre.
Nope est présenté pour la première fois au TCL Chinese Theatre de Los Angeles le 18 juillet 2022, et sort en salles aux États-Unis le 22 juillet, distribué par Universal Pictures. Le film a rapporté 171 millions de dollars dans le monde entier et a été acclamé pour son ambition, le jeu de ses acteurs, ses thèmes, sa photographie, son style visuel, sa musique et sa réalisation. Il a également été nommé parmi les dix meilleurs films de 2022 par l'American Film Institute.

## Synopsis
Je jetterai sur toi des impuretés, je t'avilirai, et je te donnerai en spectacle.
En 1998, dans le studio d'enregistrement de la sitcom Gordy et Compagnie, le chimpanzé Gordy, vedette de l'émission, attaque mortellement plusieurs de ses co-vedettes humaines, après avoir été effrayé par l'éclatement d'un ballon. Le plus jeune acteur de l'émission, Ricky « Jupe » Park, se cache sous une table et n'est pas blessé, même s'il reste traumatisé par cette expérience. Le chimpanzé finit par voir Jupe et tend sa main pour lui faire un poing contre poing juste avant d'être abattu par les autorités.

Plate 626, Eadweard Muybridge, Animal Locomotion, présenté dans le film comme le premier assemblage de photographies utilisé pour créer un film.

Dans le présent, Otis Haywood Sr, le propriétaire d'un ranch à Agua Dulce, en Californie, élève et dompte des chevaux pour les tournages de cinéma et de télévision. Quand il est tué par une pièce de 5 cents qui tombe inexplicablement du ciel jusque dans son œil, ses enfants, Otis « O. J. » Haywood Jr et Emerald « Em » Haywood, héritent du ranch. OJ tente de sauvegarder l'héritage et l'entreprise de son père tandis qu'Em cherche la célébrité et la fortune à Hollywood. Les Haywood prétendent que le jockey présent sur la série de photographies Animal Locomotion d'Eadweard Muybridge est leur ancêtre.
Six mois plus tard, alors qu'ils tournent une publicité avec Antlers Holst, un directeur de la photographie réputé, l'un des chevaux réagit violemment aux mouvements inconsidérés de l'équipe technique et les Haywood sont évincés du projet. OJ, face aux risques de faillite, est obligé de vendre des chevaux à Jupe, qui dirige maintenant Jupiter's Claim, un parc à thème où il exploite son traumatisme d'enfance pour le profit. Jupe offre aux Haywood la possibilité de racheter leur ranch, une proposition qu'Em encourage OJ à accepter. Cette nuit-là, les Haywood remarquent que l'électricité grésille et que leurs chevaux disparaissent et réagissent violemment à une présence qui leur est invisible. Ils découvrent qu'un objet volant non identifié, qui a la forme d'une soucoupe, est responsable de la disparition de leurs chevaux et a causé la mort de leur père en recrachant des matières inorganiques. Motivés par la célébrité et la fortune dont ils pourraient bénéficier, OJ et Em décident de documenter les preuves de l'existence de l'OVNI et recrutent Angel Torres, un employé de la chaîne Fry's Electronics (en), qui installe des caméras de sécurité dans le ranch. Les interférences électromagnétiques, ainsi qu'une mante religieuse positionnée sur l'une des caméras, empêchent l'équipe d'avoir une preuve directe filmée, mais Angel remarque via le flux vidéo la présence permanente d'un nuage immobile au-dessus d'une colline. Sur place, le trio confirme cette observation et en déduit donc que c'est la cachette de l'OVNI.
De son côté, Jupe présente une nouvelle attraction à Jupiter's Claim lors de laquelle il prévoit d'utiliser un cheval comme appât pour attirer l'OVNI devant un public. Depuis plusieurs mois, il donne en effet les chevaux des Haywood en pâture à l'OVNI. Lorsque l'OVNI arrive, il dévore Jupe, sa famille, ses employés et l'intégralité du public. OJ, qui arrive peu après avec l'intention de récupérer son cheval, voit ses doutes confirmés : l'OVNI n'est pas un vaisseau spatial mais un prédateur territorial qui mange tous les êtres vivants qui le regardent directement. En utilisant des méthodes similaires à celles utilisées pour dompter les chevaux, OJ pense pouvoir influencer le comportement de la créature pour en avoir une preuve filmée sans se faire tuer. Nommant la créature « Jean Jacket », en référence à un cheval de leur enfance, les Haywood demandent de l'aide à Antlers Holst. D'abord réticent, il reconsidère leur proposition après avoir appris l'incident de Jupiter's Claim.
Pour éviter les interférences électromagnétiques, Holst emporte avec lui une caméra argentique fonctionnant sans électricité avec une manivelle. Le groupe monte un plan pour attirer Jean Jacket tout en utilisant des danseurs-des-vents pour localiser sa position dans le ciel. Malheureusement, alors qu'ils commencent à l'exécuter, un journaliste de TMZ débarque dans le ranch et se fait éjecter de sa moto électrique quand celle-ci s'éteint en entrant dans le champ de force de Jean Jacket. Il est dévoré par la créature tout en suppliant OJ de filmer l'événement. Tandis que Holst, obnubilé par sa recherche du plan impossible, parvient à filmer Jean Jacket, il se laisse dévorer par la créature avec sa caméra, et les trois survivants sont obligés de fuir. Angel survit à une attaque de Jean Jacket en s'enroulant d'une bâche et de fil barbelé, forçant la créature à passer de sa forme de soucoupe à une forme ressemblant à une méduse.
OJ attire l'attention de Jean Jacket pour que sa sœur puisse s'échapper. Em se sert alors de la moto électrique abandonnée pour aller à Jupiter's Claim. Elle relâche ensuite l'énorme ballon à gaz représentant la mascotte du parc. Jean Jacket essaie d'ingérer le ballon tandis qu'Em utilise la caméra argentique d'une attraction du parc pour photographier la créature avant que le ballon n'explose, semblant tuer l'extraterrestre. Alors que des journalistes arrivent sur place et qu'Em tient enfin sa photo prouvant l'existence de la créature extraterrestre, elle aperçoit dans des volutes de sable OJ sur son cheval à l'extérieur du parc, ayant survécu à sa bataille contre Jean Jacket. La photo montrant Jean Jacket en train de dévorer le ballon constitue la dernière image du film.

## Fiche technique
Sauf indication contraire, les informations mentionnées dans cette section peuvent être confirmées par la base de données cinématographiques IMDb,  présente dans la section « Liens externes ».
- Titre original : Nope
- Titre québécois : Ben non[3]
- Réalisation et scénario : Jordan Peele
- Musique : Michael Abels
- Direction artistique : Samantha Englender
- Décors : Ruth De Jong
- Costumes : Alex Bovaird
- Photographie : Hoyte van Hoytema
- Montage : Nicholas Monsour
- Production : Ian Cooper et Jordan Peele
  - Production déléguée : Robert Graf et Win Rosenfeld
  - Coproduction : David Torres
- Sociétés de production : Monkeypaw Productions ; Universal Pictures (coproduction)
- Société de distribution : Universal Pictures
- Budget : 68 millions de dollars[4]
- Pays de production :  États-Unis
- Langue originale : anglais
- Format : couleur — 65 mm IMAX[5]
- Genres : thriller, science-fiction horrifique
- Durée : 135 minutes
- Dates de sortie :
  - États-Unis : 18 juillet 2022 (Grauman's Chinese Theatre à Los Angeles)[6] ; 22 juillet 2022 (sortie nationale)
  - Québec : 22 juillet 2022[3]
  - France : 10 août 2022[7]
- Classification :
  - États-Unis : R - Restricted (interdit aux moins de 17 ans non accompagnés)
  - France : tous publics avec avertissement lors de sa sortie en salles et interdit aux moins de 12 ans à la télévision[8]

## Distribution
- Daniel Kaluuya (VF : Mike Fédée ; VQ : Patrick Emmanuel Abellard) : Otis « OJ » Haywood Jr.
- Keke Palmer (VF : Fily Keita ; VQ : Sofia Blondin) : Emerald « Em » Haywood
- Steven Yeun (VF : Stéphane Fourreau ; VQ : Maël Davan-Soulas) : Ricky « Jupe » Park
- Brandon Perea (VF : Geoffrey Loval ; VQ : Nicolas Poulin) : Angel Torres
- Michael Wincott (VF : Michel Vigné ; VQ : Normand D'Amour) : Antlers Holst
- Wrenn Schmidt (VF : Audrey Sourdive) : Amber Park
- Keith David (VF : Rody Benghezala) : Otis Haywood Sr.
- Donna Mills (VF : Virginie Ledieu) : Bonnie Clayton
- Barbie Ferreira (VF : Zina Khakhoulia) : Nessie
- Devon Graye (VF : Julien Meunier) : Ryder Muybridge
- Eddie Jemison (VF : Philippe Bozo) : Buster
- Oz Perkins (VF : Tanguy Goasdoué) : Fynn Bachman (crédité sous le nom d'Osgood Perkins)
- Terry Notary : Gordy (en capture de mouvement)
- Sophia Coto (VF : Nadine Girard) : Mary Jo Elliott
- Patrick Ralston (en) : Tom Rogan / Brett Houston
- Jennifer Lafleur (en) : Phyllis Mayberry / Margaret Houston
- Jacob Kim : Jupe enfant

version française réalisée par la société de doublage Dubbing Brothers, sous la direction artistique de Raphaël Anciaux
version québécoise réalisée par la société de doublage Cinélume, sous la direction artistique de Mélanie Laberge, avec une adaptation des dialogues par Marie Frankland.
 Source et légende : version française (VF) sur RS Doublage
 Source et légende : version québécoise (VQ) sur Doublage.qc.ca

## Production

### Développement
Le 1er octobre 2019, Universal Pictures annonce un partenariat exclusif de cinq ans avec Monkeypaw Productions, la société de production de Jordan Peele. Le nouveau projet du réalisateur est annoncé le 9 novembre 2020,. « J'ai écrit ce film à une période où nous étions inquiets de l'avenir du cinéma, alors ce que je voulais créer par-dessus tout, c'était un spectacle. Je voulais créer quelque chose que le public voudrait venir voir. » Lors d'une interview avec GQ, Jordan Peele ajoute : « Je voyais se développer dans le monde entier cette surabondance de spectacle, mais également notre addiction à ce spectacle. (...) J'ai écrit ce film quand j'étais enfermé chez moi, alors je savais que je voulais écrire quelque chose en rapport avec le ciel. Je sais que tout le monde rêvait d'être à l'extérieur, mais en même temps, une nouvelle peur traumatique s'est développée en moi, à cette période où aller à l'extérieur prenait un tout autre sens. Peut-on aller dehors ? Alors j'ai essayé d'incorporer ça. » Jordan Peele a cité publiquement comme inspirations principales pour l'écriture du scénario de Nope les films King Kong et Jurassic Park pour leur traitement de l'addiction au spectacle, mais également Rencontres du troisième type, Signes et Le Magicien d'Oz,. Il cite également comme inspiration principale pour l'apparence du monstre extraterrestre les anges de Neon Genesis Evangelion, impressionné par « l'hyper-minimalisme » et le « design biomécanique » de Sahaquiel.
Il explique sa décision de se concentrer sur l'image des nuages dans le film comme ci : « La beauté du ciel est captivante – c'est, dans un sens, le premier film que l'on voit. De temps en temps, on voit un nuage tout seul et un peu trop bas, et ça me donne le vertige et un sentiment de Présence avec un P majuscule. Je n'arrive pas à l'expliquer, mais je savais que si j'arrivais à l'englober et à en faire un film d'horreur, cela pourrait changer la manière dont les gens regardent le ciel. » En février 2021, Keke Palmer et Daniel Kaluuya sont annoncés comme les têtes d'affiche du projet, auxquelles s'ajoute Steven Yeun en mars de la même année,,,.

### Tournage

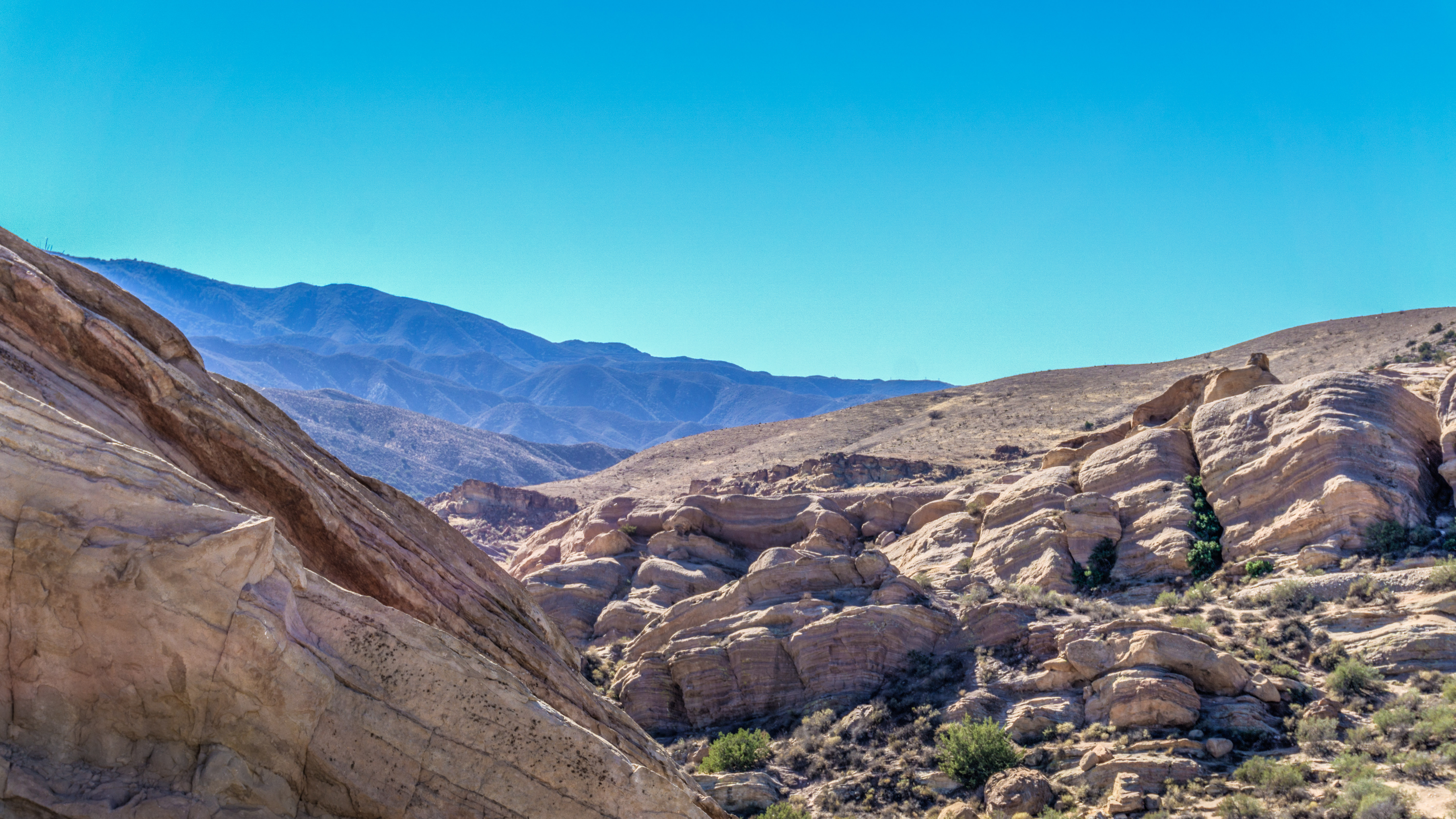
Agua Dulce, en Californie, le lieu de tournage principal du film.

Le tournage du film se déroule dans le désert d'Agua Dulce, dans le nord du comté de Los Angeles, et à Burbank : la production reçoit approximativement 8 364 000 dollars de taxes pour tourner le film en Californie,,. Le film reçoit un budget de 68 millions de dollars après incitations fiscales. Le film est tourné par le directeur de la photographie Hoyte van Hoytema et est le premier film d'horreur à être tourné sur une pellicule 70 mm Kodak en IMAX,.
Le 22 juillet 2021, Jordan Peele révèle le titre et la première affiche promotionnelle du film. Il choisit le titre Nope (litt. « Nan ») en référence à l'effet espéré de son film sur les spectateurs. Il envisage cependant un temps le titre Little Green Men (litt. « Petits hommes verts ») en référence à la monétisation du spectacle, qui est un thème récurrent du film.
Le western de 1972 Buck et son complice, de et avec Sidney Poitier, est référencé tout au long du film : « À ma connaissance, c'est le premier film avec une représentation de cow-boys Noirs. Le mythe selon lequel les cow-boys ne seraient que des hommes blancs qui courent partout, ce n'est juste pas vrai, mais nous ne le savons pas à cause de Hollywood et de la version romantisée d'une période très brutale. Ce film partage un état d'esprit. »

### Jean Jacket
Jordan Peele travaille avec John O. Dabiri, professeur à l'Institut de technologie de Californie, sur le design de la créature extraterrestre du film, et plus particulièrement sur sa forme « d'ange biblique ». Inspirés par Neon Genesis Evangelion et de créatures marines comme les méduses, les pieuvres et les calmars, ils collaborent pour créer un hypothétique prédateur céleste, espèce jusque-là inconnue ou prétendument éteinte, imaginant de manière réaliste « comment quelque chose de ce genre pourrait se cacher dans les nuages », avec une capacité à « générer un champ de force électrique » inspirée des anguilles électriques et des aptéronotidés,,.

### Costumes
Pour les costumes des personnages principaux, Alex Bovaird s'inspire des sitcoms des années 1990, de groupes de rock et du film de 1985 Les Goonies. Pour s'accorder avec le lieu de tournage, il décide de créer un contraste « entre les couleurs néon et le fond désertique ». Il s'éloigne cependant des clichés des costumes de propriétaires de ranch : OJ et Emerald s'habillent de manière informelle ; OJ porte un sweat-shirt à capuche Le Roi Scorpion tandis qu'Emerald arbore un style très décontracté en portant des vêtements qu'elle et son frère « auraient laissé traîner au ranch ».

### Son
Johnnie Burn, designer sonore du film, dit dans une interview pour IndieWire : « Jordan Peele est un réalisateur qui sait vraiment écrire un scénario qui laisse place au son. (...) Les premières conversations transmettaient un désir de super-réalisme, et pour cela, nous avons résisté à notre envie d'entendre le monstre trop tôt dans le film, car nous voulions que sa prédation reste crédible — comment quelque chose d'aussi gros pourrait rester discret en faisant de grands bruits ? Le silence est l'un des effets sonores principaux de ce film. » Le mouvement de Jean Jacket dans les airs a été illustré par Johnnie Burn grâce à l'interposition de dialogues, de vent, de stridulations de criquets et de cris. Le son du film est mixé avec la technologie Dolby Atmos.

## Bande originale
La musique du film est composée par Michael Abels, qui a déjà travaillé avec Jordan Peele sur Get Out et Us. Michael Abels décrit sa bande originale comme devant correspondre à la menace perçue dans le scénario et aux idées imposées par une des citations du film : « Qu'est-ce qu'un mauvais miracle ? »« La musique doit correspondre à deux critères : le sentiment d'émerveillement que l'on aurait en regardant le Grand Canyon, mais aussi l'envie de s'enfuir très loin pour ne pas y tomber. Voilà la dichotomie présente dans le film. (...) Il y a un peu d'admiration et de magie, puis de la terreur pure. Mais vers la fin, il y a aussi une vraie aventure épique accompagnée par une musique historique. » En travaillant avec le concepteur sonore Johnnie Burn, Michaels Abels note aussi l'importance du silence dans sa composition : « La tension entre la musique et le vide fait partie de la musique. Laisser de l'espace pour la conception sonore, même pendant la musique, fait partie intégrante de mon processus d'approche. Plusieurs fois dans les moments les plus effrayants, surtout au début du film, vous écoutez ce que vous espérez ne pas avoir à entendre ou ce que vous pensez avoir attendu. Ce silence vous permet d'avoir peur d'une certaine manière. »
La bande originale est distribuée par Back Lot Music le 22 juillet 2022, le même jour que la sortie du film en salles aux États-Unis.
Toutes les chansons sont écrites et composées par Michael Abels, sauf mention contraire.
| Liste des titres de la bande originale | Liste des titres de la bande originale     | Liste des titres de la bande originale                          | Liste des titres de la bande originale | Liste des titres de la bande originale | Liste des titres de la bande originale | Liste des titres de la bande originale | Liste des titres de la bande originale | Liste des titres de la bande originale | Liste des titres de la bande originale |
| No                                     | Titre                                      | Auteur                                                          | Interprètes                            | Durée                                  |                                        |                                        |                                        |                                        |                                        |
| -------------------------------------- | ------------------------------------------ | --------------------------------------------------------------- | -------------------------------------- | -------------------------------------- | -------------------------------------- | -------------------------------------- | -------------------------------------- | -------------------------------------- | -------------------------------------- |
| 1.                                     | Haywood Ranch                              |                                                                 | Abels                                  | 2:55                                   |                                        |                                        |                                        |                                        |                                        |
| 2.                                     | The Muybridge Clip                         |                                                                 | Abels                                  | 3:34                                   |                                        |                                        |                                        |                                        |                                        |
| 3.                                     | La vie c'est chouette                      | - François D'Aime - Pierre Billon                               | Jodie Foster                           | 2:44                                   |                                        |                                        |                                        |                                        |                                        |
| 4.                                     | Jupiter's Claim                            |                                                                 | Abels                                  | 1:43                                   |                                        |                                        |                                        |                                        |                                        |
| 5.                                     | Brother Sister Walk                        |                                                                 | Abels                                  | 1:18                                   |                                        |                                        |                                        |                                        |                                        |
| 6.                                     | Walk On By                                 | - Burt Bacharach - Hal David                                    | Dionne Warwick                         | 2:54                                   |                                        |                                        |                                        |                                        |                                        |
| 7.                                     | Growing Up Haywood                         |                                                                 | Abels                                  | 1:29                                   |                                        |                                        |                                        |                                        |                                        |
| 8.                                     | This Is the Lost Generation                | - A. J. Tribble - Lowrell Simon (en) - Fred Simon - Gus Redmond | The Lost Generation                    | 3:34                                   |                                        |                                        |                                        |                                        |                                        |
| 9.                                     | Not Good                                   |                                                                 | Abels                                  | 2:00                                   |                                        |                                        |                                        |                                        |                                        |
| 10.                                    | What's a Bad Miracle                       |                                                                 | Abels                                  | 1:32                                   |                                        |                                        |                                        |                                        |                                        |
| 11.                                    | The Oprah Shot                             |                                                                 | Abels                                  | 1:51                                   |                                        |                                        |                                        |                                        |                                        |
| 12.                                    | Ancient Aliens                             |                                                                 | Abels                                  | 2:08                                   |                                        |                                        |                                        |                                        |                                        |
| 13.                                    | Park Kids Prank Haywood                    |                                                                 | Abels                                  | 1:08                                   |                                        |                                        |                                        |                                        |                                        |
| 14.                                    | It's in the Cloud                          |                                                                 | Abels                                  | 2:37                                   |                                        |                                        |                                        |                                        |                                        |
| 15.                                    | Holy Sh*t It's Real                        |                                                                 | Abels                                  | 2:09                                   |                                        |                                        |                                        |                                        |                                        |
| 16.                                    | Progressive Anxiety                        |                                                                 | Abels                                  | 3:02                                   |                                        |                                        |                                        |                                        |                                        |
| 17.                                    | The Star Lasso Expeeerrriii...             |                                                                 | Abels                                  | 0:35                                   |                                        |                                        |                                        |                                        |                                        |
| 18.                                    | Arena Attack                               |                                                                 | Abels                                  | 1:23                                   |                                        |                                        |                                        |                                        |                                        |
| 19.                                    | Sunglasses at Night (en) (Jean Jacket Mix) | Corey Hart                                                      | Hart                                   | 4:38                                   |                                        |                                        |                                        |                                        |                                        |
| 20.                                    | Blood Rain                                 |                                                                 | Abels                                  | 1:47                                   |                                        |                                        |                                        |                                        |                                        |
| 21.                                    | The Unaccounted For                        |                                                                 | Abels                                  | 2:36                                   |                                        |                                        |                                        |                                        |                                        |
| 22.                                    | Preparing the Trap                         |                                                                 | Abels                                  | 2:41                                   |                                        |                                        |                                        |                                        |                                        |
| 23.                                    | Purple People Eater                        | Sheb Wooley                                                     | - Michael Wincott - Abels              | 1:35                                   |                                        |                                        |                                        |                                        |                                        |
| 24.                                    | Exuma, the Obeah Man                       | Exuma                                                           | Exuma                                  | 6:12                                   |                                        |                                        |                                        |                                        |                                        |
| 25.                                    | Man Down                                   |                                                                 | Abels                                  | 6:02                                   |                                        |                                        |                                        |                                        |                                        |
| 26.                                    | WTF Is That                                |                                                                 | Abels                                  | 1:13                                   |                                        |                                        |                                        |                                        |                                        |
| 27.                                    | The Run (Urban Legends)                    |                                                                 | Abels                                  | 1:42                                   |                                        |                                        |                                        |                                        |                                        |
| 28.                                    | Abduction                                  |                                                                 | Abels                                  | 1:58                                   |                                        |                                        |                                        |                                        |                                        |
| 29.                                    | Havoc                                      |                                                                 | Abels                                  | 0:46                                   |                                        |                                        |                                        |                                        |                                        |
| 30.                                    | Em & Angel Fly                             |                                                                 | Abels                                  | 2:20                                   |                                        |                                        |                                        |                                        |                                        |
| 31.                                    | A Hero Falls                               |                                                                 | Abels                                  | 2:47                                   |                                        |                                        |                                        |                                        |                                        |
| 32.                                    | Pursuit                                    |                                                                 | Abels                                  | 1:49                                   |                                        |                                        |                                        |                                        |                                        |
| 33.                                    | Winkin' Well                               |                                                                 | Abels                                  | 3:42                                   |                                        |                                        |                                        |                                        |                                        |
| 34.                                    | Nope                                       |                                                                 | Abels                                  | 2:31                                   |                                        |                                        |                                        |                                        |                                        |
| 1:22:55                                |                                            |                                                                 |                                        |                                        |                                        |                                        |                                        |                                        |                                        |

## Sortie et accueil

### Date de sortie
Le film est diffusé en avant-première au Grauman's Chinese Theatre le 18 juillet 2022, avant d'être distribué en salles aux États-Unis le 22 juillet 2022.
En France, le film est distribué en salles le 10 août 2022.

### Accueil critique
En France, le site Allociné propose une moyenne de 4,1/5 à partir de l'interprétation des critiques de presse rencensées.
Selon le site agrégateur de critiques américain Rotten Tomatoes, le film est crédité d'un score de 83 % d'avis positifs, sur la base de 446 critiques professionnelles collectées ; le consensus du site indique : « Admirable pour son ambition et originalité même lorsqu'il voit trop grand, Nope ajoute un spectacle digne de Spielberg à l'arsenal grandissant de Jordan Peele ».

### Box-office

#### Amérique du Nord
Aux États-Unis et au Canada, un box-office de 50 millions de dollars dans 3 785 cinémas est attendu. Le film engendre 6,4 millions de dollars lors de son premier jour de sortie (14 % de moins que les 7,4 millions de dollars en 2019 pour Us). Il engendre 44,4 millions de dollars et se place en première place du box-office la première semaine, devenant le film original avec le meilleur début au box-office depuis Us,. Il chute de 58 % la deuxième semaine et se place deuxième, avec 18,6 millions de dollars, derrière Krypto et les Super-Animaux. Il chute à la troisième place du box-office le week-end suivant avec 8,5 millions de dollars engendrés à la suite de la sortie de Bullet Train.

#### France
Pour son premier jour d'exploitation, le long-métrage vend 36 205 tickets répartis dans 451 cinémas. Le film se classe troisième dans le box-office des nouveautés derrière One Piece : Red (267 631) et La Très Très Grande Classe (36 440).
Au bout d'une première semaine d'exploitation, Nope attire 224 705 spectateurs et spectatrices, permettant au film de se classer troisième du box-office, derrière Bullet Train (313 237) et devant Les Minions 2 (213 497). La semaine suivante, le film tombe à la huitième place avec 140 522 entrées supplémentaires, juste derrière Esther 2 : Les Origines (140 678) et devant Thor: Love and Thunder (136 930).
| Pays ou région    | Box-office      | Date d'arrêt du box-office | Nombre de semaines |
| ----------------- | --------------- | -------------------------- | ------------------ |
| États-Unis Canada | 123 277 080 $   | 6 octobre 2022             | 11                 |
| France            | 518 100 entrées | 11 octobre 2022            | 9                  |
| Total mondial     | 171 235 592 $   | -                          | -                  |

## Distinctions
- Saturn Awards 2022 : meilleur film de science-fiction

## Attraction
Le parc à thème du film, Jupiter's Claim, devient une attraction d'Universal Studios Hollywood dès la sortie du film aux États-Unis, à partir des vrais décors utilisés lors du tournage.

## Projet de suite
En juillet 2022, Brandon Perea révèle qu'il a réussi à convaincre Jordan Peele et la production exécutive de laisser survivre son personnage dans l'espoir d'une potentielle suite : « Pour moi, il est impossible que cette histoire soit terminée. Impossible. La fin est tellement héroïque qu'on ne peut pas laisser les héros comme ça. C'est le début de quelque chose de nouveau. » Dans une interview pour Thrillist, John Dabiri, qui a aidé à la conception de Jean Jacket, suggère que la créature a survécu à son apparente mort lors de la conclusion du film.